# Jakob Bartsch
Jakob Bartsch (Lubań (Polonia), 1600 - id. 26 de diciembre de 1633 ), fue un matemático, astrónomo y médico alemán. 

## Biografía
Nació en Lauban (Luban) en Lusacia. Aprendió uso del astrolabio de Sarcephalus (Christopher Hauptfleisch), un bibliotecario de Breslau (Wrocław). Estudió astronomía y medicina en Padua y Estrasburgo , donde defendió su tesis doctoral en 1630, titulada Theses Hippocraticae ex IV Libris Hippocratis de morbis.
En 1624 Bartsch publicó el libro titulado Usus astronomicus planisphaerii stellati que contenía representaciones de estrellas de seis constelaciones introducidas en 1613 por Petrus Plancius en un globo celestial publicado por Pieter van den Keere . Las seis constelaciones eran Camelopardalis, Gallus, Jordanis, Monoceros (que él llamó Unicornu), Tigris y Vespa. Además mencionó pero no representó a Rhombus, que ya describió Isaac Habrecht II.  Sólo Camelopardalis y Monoceros han llegado hasta hoy. 
Bartsch se casó con Susanna, la hija de Johannes Kepler, el 12 de marzo de 1630.  y ayudó a Kepler con sus cálculos.  Tras la muerte de Kepler en noviembre de 1630, Bartsch editó la obra póstuma de Kepler Somnium. También ayudó a reunir el dinero de la herencia de Kepler para su viuda (la segunda mujer de Kepler).  Bartsch murió en diciembre de 1633 en Luban, Polonia.

## Lista parcial de las publicaciones
- Jacobi Bartschii Lauba-Lusati Philiatri, Planisphaerium stellatum su viceglobo caelestis in plano delineatus... Cui adjectae sunt Ephemerides. V. Planetarum ab anno M Lc Lxii [1662] ad M Lc Lxxxvi [1686] ... Norimbergae, 1660.
- Usus astronomicus índices aspectuum veterum y praecip. novorum, compendiose sine calculo simul òmnium inveniendorum ... en Jacobo Bartschio. Norimbergae, 1661. [6] [7]
- Planisphaerii stellati . (1661) sculptura te impresione Pauli Fürsten. [8]
- Planisphaerium stellatum. (1661) sumptibus Pauli Fürsten chalcographi excudebate Christophorus Gerhardus. [9]
- Kepler, Johannes et Bartsch, Jakob. Tabulae Manuales logarithmicae ad calculum astronomicum . (1700) apud Theodoricum Lerse. Literios Iohannis Pastorii. [10] [11]
- Tabvlae Novae Logarithmico-Logisticae, otro de novo primum supputatae, otro exactivos dilatatae . (1630) [sn]. Appendicis Loco Tabvlis Rvdolphi Astronomicios Tychonico-Kepplerianis noviter adiectae. [12]